# Barra do Jacaré
Barra do Jacaré är en kommun i Brasilien.   Den ligger i delstaten Paraná, i den södra delen av landet, 800 km söder om huvudstaden Brasília. Antalet invånare är 2 727.
Omgivningarna runt Barra do Jacaré är en mosaik av jordbruksmark och naturlig växtlighet. Runt Barra do Jacaré är det glesbefolkat, med 18 invånare per kvadratkilometer.